# 甲府盆地

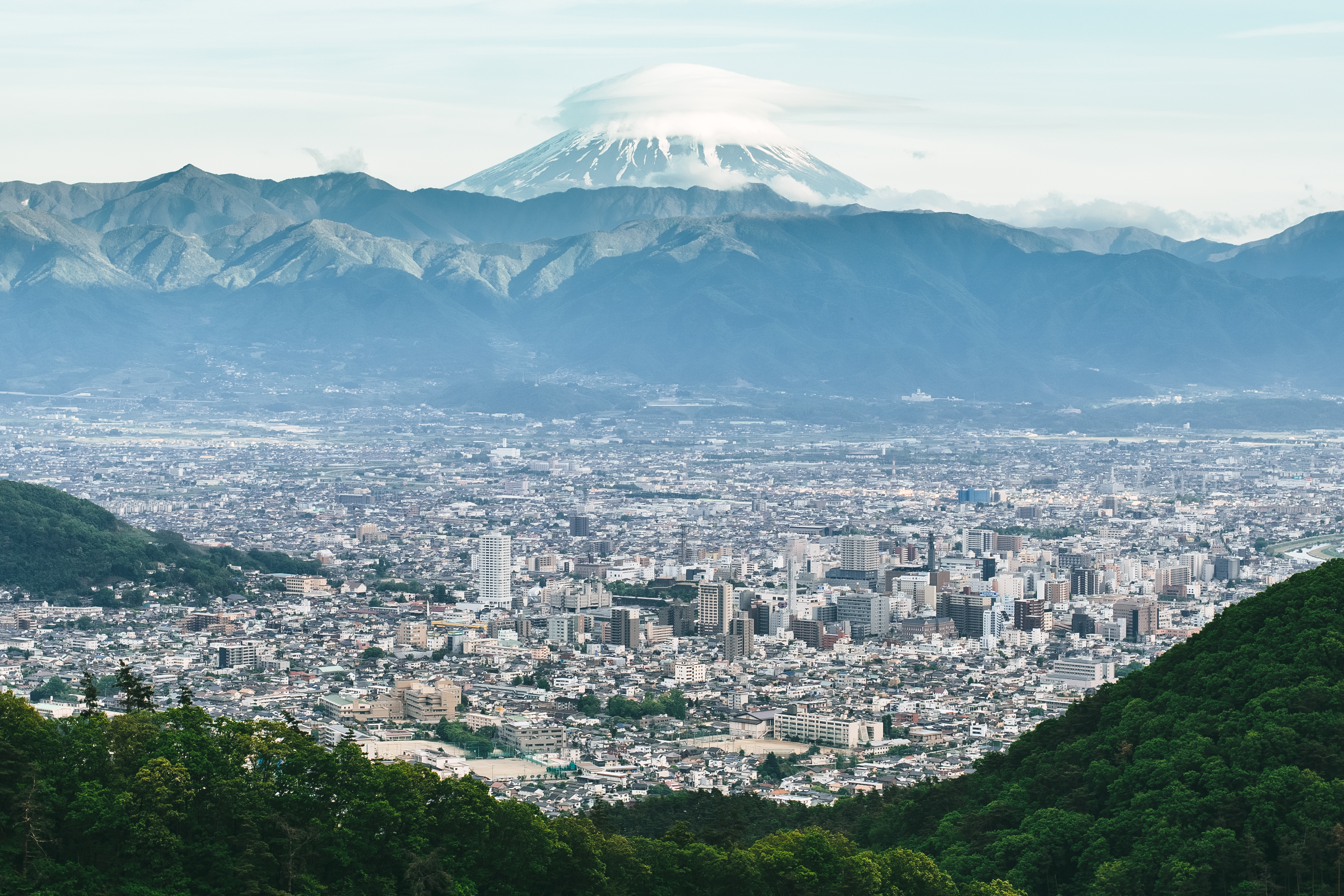
甲府市區與甲府盆地

甲府盆地（日语：／ Kōfu bonchi */?）是位於日本山梨縣中央區域的盆地，其形狀為東西較長的倒三角形，面積約275km²。甲府盆地與長野縣的松本盆地和諏訪盆地為連續的構造盆地。除了位在中心的縣廳所在地甲府市外，還包含甲州市、山梨市等都市。

## 地理
平均海拔為略高的300m，四季分明，且溫差受到大型盆地特有的內陸性氣候影響，夏熱冬寒。特別是夏天的高溫在全日本也是排名前幾名的。年降雨量雖為較少的1200mm，但山區的降雪也能夠提供水資源，夏天到秋天時容易發生暴雨。從盆地東北流入的笛吹川與從盆地西北流入的釜無川在盆地西南部匯流成富士川流向靜岡縣。盆地西部有御勅使川、早川等河川向東流。有著因河川堆積作用產生的700m以上的砂礫層，在盆地邊緣形成了御勅使川沖積扇、釜無川沖積扇、金川沖積扇等眾多複合沖積扇，成為適合栽種果樹、養蠶等行業的地形。中南部的低地曾為兩河川的氾濫平原，後來則是作為水田。
甲府市為盆地的交通中心，有從盆地西北到盆地東部的中央本線，或是繞至盆地南部的中央自動車道與國道20號（舊甲州街道），而盆地西部則有著南北向通往靜岡縣國道52號及身延線，利用了盆地形狀成為交通要衝。